# Horní Kounice
Horní Kounice är en ort i Tjeckien.   Den ligger i regionen Södra Mähren, i den sydöstra delen av landet, 170 km sydost om huvudstaden Prag. Horní Kounice ligger 357 meter över havet och antalet invånare är 264.
Terrängen runt Horní Kounice är platt.Runt Horní Kounice är det ganska glesbefolkat, med 50 invånare per kvadratkilometer. Närmaste större samhälle är Ivančice, 18,4 km nordost om Horní Kounice. Trakten runt Horní Kounice består till största delen av jordbruksmark.